# Ljapis Trubjacki
I Ljapis Trubjacki (in bielorusso Ляпіс Трубяцкі?) sono stati un gruppo musicale ska punk bielorusso attivo dal 1990 al 2014.

## Formazione
Finale
Siarhei Mikhalok, Pavel Bulatnikov, Ruslan Vladyko, Denis Sturchenko, Pavel Kozyukovich, Ivan Galushko, Alexander Storozhuk
Ex membri
Alexander Rolov, Georgiy Dryndin, Vladimir Yelkin, Oleg Lado, Yury Zadiran, Valery Bashkov, Dmitry Sviridovich, Vitaly Drozdov, Alexey Zaytsev, Alexey Lyubavin

## Discografia

### Album in studio
- 2012 – Рабкор
- 2014 – Матрёшка